# Stazione di Casinalbo
La stazione di Casinalbo è una fermata ferroviaria posta sulla linea Modena-Sassuolo, a servizio della frazione Casinalbo di Formigine.

## Storia
La fermata venne attivata il 1º aprile 1883, contestualmente al resto della linea. A partire da fine anni 1980, la fermata è a binario unico; in precedenza, era presente un secondo binario che consentiva l'incrocio dei treni.

## Strutture e impianti
È presente un unico binario di corsa, servito da un marciapiede con pensilina. La fermata era dotata di un fabbricato viaggiatori, demolito il 15 ottobre 2017 per esigenze di ammodernamento della linea .
Il marciapiede è alto 55 cm. Non sono presenti sottopassi.
Il sistema di informazioni ai viaggiatori è sonoro e video.

## Movimento
La fermata è servita dai treni regionali in servizio sulla tratta Modena-Sassuolo; dal 15 settembre 2019 i treni di questa linea sono cadenzati ogni 40 minuti.
I treni sono svolti da Trenitalia Tper nell'ambito del contratto di servizio stipulato con la regione Emilia-Romagna.
La bigliettazione è svolta da Seta S.p.A e Trenitalia Tper. Lungo il marciapiede sono presenti obliteratrici.
A novembre 2019, la stazione risultava frequentata da un traffico giornaliero medio di circa 231 persone (105 saliti + 126 discesi).